# Crociata Ori
La Crociata Ori o Grande Illuminazione è un conflitto immaginario descritto nella serie Stargate SG-1. All'interno dell'universo di Stargate esso si colloca nel più ampio conflitto tra gli Ori e gli Antichi.
Le vicende del conflitto hanno inizio nel finale della nona stagione, La maledizione del Cavaliere Nero e si concludono con il film per la tv Stargate: L'arca della verità.

## Fasi del conflitto

### Inizio
La crociata iniziò nella battaglia di P3Y-229. All'attivazione del Supergate, l'Esercito Ori ha inviato quattro navi da guerra Ori attraverso di esso come prima ondata. La battaglia ha coinvolto una nave O'Neill di Kvasir, l'Odyssey, il Korolev e una flotta di Ha'tak dei Tok'ra, della Nazione Libera Jaffa e dell'Alleanza Lucian. Tuttavia, i loro sforzi non hanno avuto successo, poiché gli scudi Ori erano troppo potenti perché le loro armi li perforassero mentre gli Ori causavano danni incredibili alle forze alleate. Durante la battaglia, tutti tranne l'Odyssey e l'ammiraglia dell'Alleanza Lucian furono distrutti, sebbene pesantemente danneggiati. Quando la battaglia finì, Vala Mal Doran, su una delle navi, diede alla luce sua figlia Adria e imparò che lei era Orici, un Ori in forma umana destinata a guidare l'esercito Ori senza attirare gli Antichi.
Dopo aver lasciato il sistema, la flotta Ori si recò a Chulak, poiché questo mondo fu il primo a denunciare i Goa'uld. Una nave atterrò sul pianeta per lanciare un'invasione di terra, mentre le altre tre rimasero in orbita. Bra'tac ha portato tre Ha'tak per cercare di difendere il pianeta, ma sono stati distrutti. L'SG-1 e Bra'tac furono salvati dall'Odyssey, che li aveva seguiti una volta che l'iperdrive fu riparato, e Vala e il Dr. Daniel Jackson (che sfuggi alla distruzione del Korolev su una nave da guerra Ori) furono teletrasportati a bordo, salvandoli da un Priore che ha tentato di ucciderli. Durante la settimana successiva, gli Ori conquistarono altri sei mondi, tra cui due roccaforti Jaffa.

### Altre confrontazioni
In un piano per sigillare il Supergate, l'SG-1 si è recato ad Atlantide per cercare di attivare il Supergate della Via Lattea, per impedire l'arrivo di altre navi Ori, sfruttando l'energia di un buco nero nella galassia di Pegaso, e per localizzare il Santo Graal, un'arma costruita da Merlino per uccidere gli esseri ascesi (e quindi anche gli Ori). Mentre era lì, il dottor Daniel Jackson incontrò l'antica Morgana, che gli raccontò le intenzioni di Merlino e che aveva nascosto il Santo Graal su uno dei tre mondi Castiana, Sahal e Vagonbrei. Tuttavia, gli Altri Antichi ascesi hanno impedito a Morgana di dirgli qualcosa di più. Il piano per provocare il salto e attivare il Supergate ha funzionato, e ha anche provocato la distruzione sia di una nave da guerra Ori che di una nave Wraith nella galassia di Pegaso.
Subendo enormi perdite, la Nazione Libera Jaffa, sotto il governo di Se'tak, usò la super-arma degli Antichi di Dakara per distruggere l'equipaggio di una nave da guerra Ori. Adria ha reagito distruggendo l'arma e devastando Dakara, fratturando la Nazione Libera Jaffa, rimuovendo così l'unica forza militare organizzata che potesse efficacemente combatterli oltre alla Terra. Gli unici sopravvissuti erano l'SG-1 che erano stati teletrasportati dall'Odyssey all'ultimo minuto e Hank Landry e Bra'tac che erano fuggiti attraverso lo Stargate di Dakara all'ultimo secondo.
Alla fine, l'SG-1 e Ba'al scoprirono dove Morgana nascondeva il Santo Graal. La squadra fu trasportata su un pianeta dove appresero che Morgana aveva distrutto il Santo Graal, ma aveva nascosto il vero premio: Merlino, tenuto in una capsula di stasi in modo che un giorno potesse ricostruire l'arma. Merlino accettò di aiutarli, ma il suo corpo era invecchiato troppo mentre era nella capsula, e perciò egli trasferì i suoi ricordi a Daniel Jackson. Daniel ha costruito due parti del dispositivo, ma Adria ha trovato in tempo il pianeta e ha catturato Daniel e l'arma. Daniel fu in grado di resistere alle tecniche di manipolazione mentale di Adria grazie alla coscienza di Merlino che era in grado di proteggerlo. Si mise in contatto con l'SG-1 e convinse loro e il generale generale Jack O'Neill a chiudere il Supergate (attivato dalla parte della Via Lattea verso lo Stargate vicino al buco nero nella galassia di Pegaso) in modo che potesse inviare l'arma nella galassia Ori. Ci riuscirono, ma l'esercito Ori riconquistò il controllo del Supergate, inviando altre sei navi nella Via Lattea. In seguito è stato rivelato che il Santo Graal ha fatto il suo lavoro e distrutto gli Ori.
L'SG-1 ha in seguito ideato una trappola per Adria, ma il piano è stato rovinato quando Ba'al ha rapito Adria per i suoi scopi. Ba'al era intenzionato a prendere Adria come ospite Goa'uld per diventare più potente e riconquistare il potere. Con l'aiuto dei Tok'ra, Ba'al venne rimosso da Adria sulla Odyssey, ma questo liberò la tossina letale dei Goa'uld in Adria, uccidendola. Tuttavia Adria riuscì ad ascendere.
Quando gli Asgard si sono resi conto di non essere in grado di riparare i difetti dovuti alla degenerazione genetica causati dal loro costante uso della clonazione, hanno deciso di commettere un suicidio di massa e lasciare la loro tecnologia e conoscenza ai Tau'ri. Tuttavia, prima che questo piano potesse essere portato a termine, tre navi da guerra Ori lanciarono un attacco contro Orilla, il pianeta natale Asgard. Ciò li costrinse ad accelerare il loro piano e dare ai Tau'ri la loro tecnologia, incluse le nuove armi Asgard, che sono in grado di perforare gli scudi delle navi da guerra Ori. Con questa nuova tecnologia, i Tau'ri divennero una potenziale minaccia per la flotta Ori.

### Fine della crociata
Morgana inizia a dirigere il Dr. Daniel Jackson attraverso i sogni per cercare l'Arca della Verità, un dispositivo antico che costringe le persone a vedere la verità delle cose. L'SG-1 cerca tra le rovine di Dakara e apparentemente trova l'arca quando la squadra viene catturata da Tomin e dalle sue forze. L'SG-1 riesce a convincere Tomin della verità uccidendo il priore che lo accompagnava utilizzando l'inibitore dei poteri. Tomin fu in seguito in grado di aiutarli a capire che l'Arca era probabilmente nella Galassia degli Alterani. Perciò la squadra e Tomin portano l'Odyssey nel Supergate per arrivare nella galassia Ori.
Qui la squadra scopre che gli Ori sono davvero morti ma Adria, ascesa, ha preso tutto il loro potere e sta progettando di conquistare l'universo e distruggere gli Antichi. L'IOA cerca di attuare un piano per utilizzare i Replicanti per distruggere le forze Ori, ma le cose vanno male quando un Replicante sfugge al controllo e comincia ad infestare l'Odyssey. La crociata finisce infine quando Daniel, Teal'c e Vala Mal Doran attivano l'Arca della Verità costringendo i seguaci Ori a vedere le cose come stanno. Morgana ingaggia battaglia con Adria e le due si distruggono a vicenda. L'SG-1 riporta l'Arca nella Via Lattea dove la usano per convincere i Priori della verità, ponendo fine così alla crociata.

## Conseguenze
Con la fine della crociata, la Via Lattea era di nuovo in pace. L'SG-1 iniziò a partire per normali missioni di ricognizione e l'Esercito Ori tornò a casa sotto il comando di Tomin, il loro nuovo capo. In seguito, Ba'al fu finalmente rintracciato e ucciso, e con la sua morte e la fine di questa crociata tutte le minacce conosciute nella Via Lattea, ad eccezione dell'Alleanza Lucian, scomparvero, il che significava che la Via Lattea era finalmente libera di condurre la propria vita senza alcuna influenza da parte di esseri che si atteggiavano a divinità.